# Albionbaatar
Albionbaatar is een geslacht van uitgestorven zoogdieren uit de Lulworth-formatie van het Vroeg-Krijt van Engeland. Het was een lid van de orde Multituberculata en deelde de wereld met de veel grotere dinosauriërs. Het is geplaatst in de onderorde Plagiaulacida, familie Albionbaataridae. Het geslacht Albionbaatar werd benoemd in 1994 door Zofia Kielan-Jaworowska en P.C. Ensom op basis van een enkele soort.
'Albion' verwijst naar Engeland, terwijl 'baatar' Mongools is, wat 'held' betekent. Dit komt door een recente nomenclatuurtraditie onder specialisten die deze groep bestuderen. Veel multituberculaten worden 'iets'-baatar genoemd, ongeacht waar ze vandaan komen. Dit komt deels omdat de best bewaarde overblijfselen van multituberculaten afkomstig zijn uit het Laat--Krijt van de Gobi-woestijn.
De primaire soort Albionbaatar denisae, ook genoemd door Kielan-Jaworowska en Ensom, werd gevonden in lagen van Durlston Bay uit het Berriasien (Vroeg-Krijt) van Dorset. Het is een miniatuur multituberculaat van het eiland Purbeck.